# Pálinkás Csaba (vitorlázó)
Pálinkás Csaba (Székesfehérvár, 1965. november 2. –) magyar vitorlázó.

## Pályafutása
Székesfehérváron Pálinkás Ferenc és Molnár Julianna gyermekeként született. 1988-ban a Testnevelési Főiskola Továbbképző Intézetében edzői oklevelet szerzett. 1976 és 1983 között a VVSI, 1983 és 1988 között az Agárdi MEDOSZ versenyzője volt. 1985-ben sorkatonai szolgálata alatt egy évet a Honvéd József Attila SE csapatában szerepelt. 1989-től a Videoton versenyző volt. Edzői Hajek Ferenc, Horlay Béla és Lovas András voltak. 1979 és 1981 között kadett, 1982–83-ban 420-as, 1984-től 470-es hajóosztályban versenyzett. 1985 és 1990 között a válogatott keret tagja volt.

## Sikerei, díjai
420-as hajóosztály
- Nyugatnémet bajnokság
  - bajnok: 1982
- Osztrák bajnokság
  - bajnok: 1982
- Schwerin
  - bajnok: 1982
- Rybnik
  - 2.: 1983

470-es hajóosztály
- Osztrák bajnokság
  - 2.: 1989
- Kiel
  - 12.: 1989

Repülő hollandi
- Magyar bajnokság
  - 2.: 1985

Korsar hajóosztályban
- Európa-bajnokság
  - 9.: 1988, Balatonfüred